# Aglaia variisquama
Espèce
Statut de conservation UICN

 VU A1c : Vulnérable
Aglaia variisquama est une espèce de plantes de la famille des Meliaceae.

## Publication originale
- Kew Bulletin, Additional Series 16: 153. 1992.